# Lac Brome
Pour les articles homonymes, voir Brome (homonymie).
Le lac Brome est un lac du Québec située dans la ville de Lac-Brome. Il est la source de la rivière Yamaska.

## Toponymie
Le nom du lac Brome provient du canton de Brome qui fut désigné ainsi en 1795 sur la carte de Gale et Duberger. Le nom de canton se transféra assez tôt au lac. Il est décrit sous ce nom en 1815 par Joseph Bouchette et ce nom est conservé par la suite . Quant à Brome, il proviendrait soit d'un nom d'un village du Suffolk ou Brome Hall, le château de la famille Cornwallis, dont l'un de ses représentants, Charles Cornwallis était titré vicomte Brome.

## Géographie

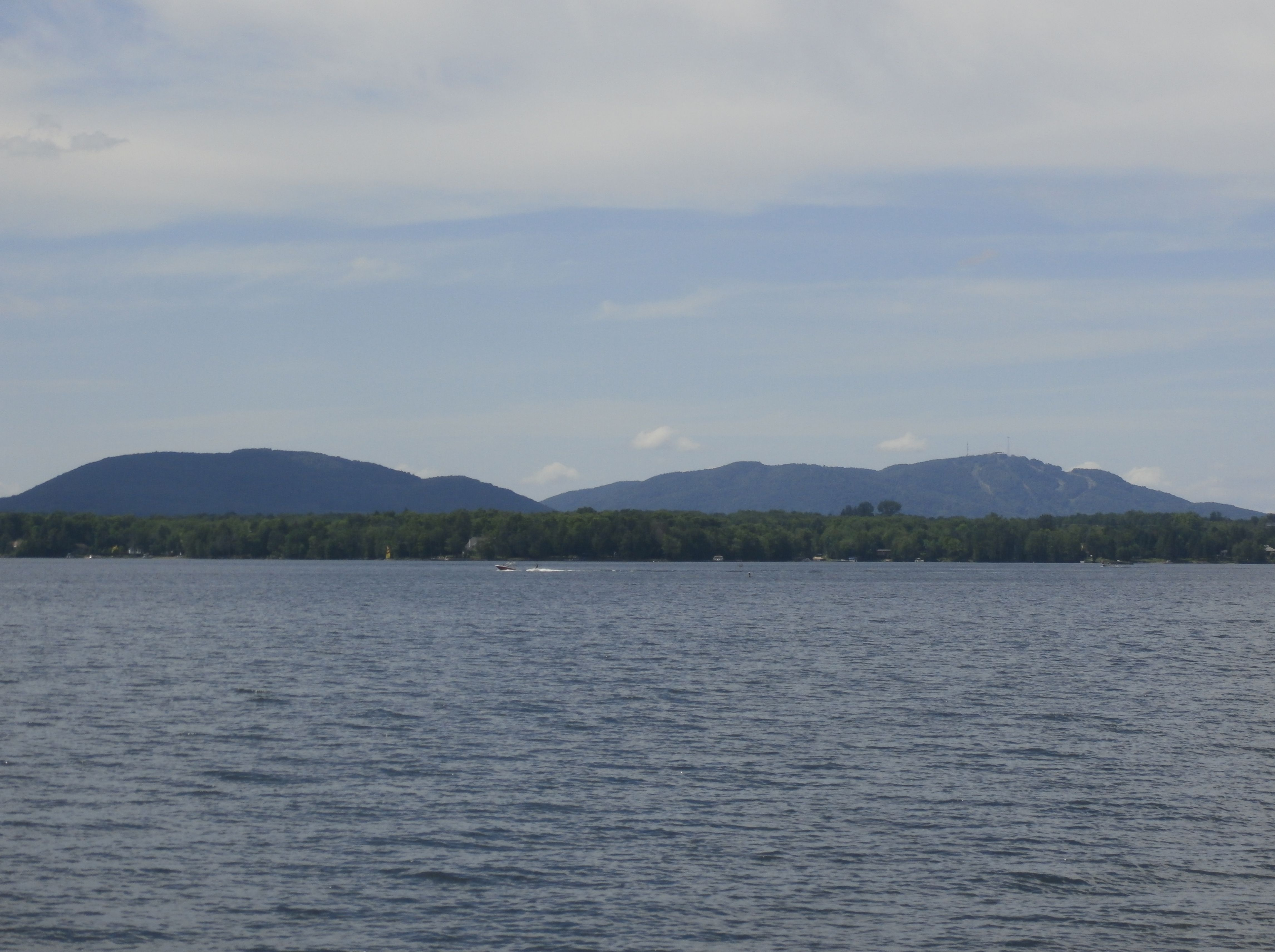
Le lac Brome vu vers la rive ouest avec le mont Brome à droite.

Le lac Brome est situé au sud-est du Mont Brome ; il est la source de la rivière Yamaska. Sa superficie est de 14.53 km², son altitude est de 193 mètres et sa profondeur maximale est de 13 mètres. Sa longueur est de 5.5 km et sa largeur est de 5 km. Les Monts Sutton sont situés au sud et à l'est du lac.

## Pêche
30 espèces de poissons ont été répertoriés dans le lac Brome, ce qui en fait un lieu de prédilection pour les pêcheurs de la région. Parmi ces espèces, on compte le doré jaune et la percheuse, mais pas la truite, puisque l'eau est trop chaude.Pour pêcher au lac Brome, il est nécessaire de se procurer un permis de pêche sportive au Québec. Les périodes de pêche varient selon l'espèce de poisson.

## Patrimoine
L'église Anglicane Saint-Paul construite en 1941 à Lac-Brome.